# Rattus elaphinus
Rattus elaphinus  (Sody, 1941) è un roditore della famiglia dei Muridi endemico delle Isole Sula, Indonesia.

## Descrizione

### Dimensioni
Roditore di medie dimensioni, con la lunghezza della testa e del corpo tra 147,1 e 215 mm, la lunghezza della coda tra 156 e 180 mm, la lunghezza del piede tra 33 e 38 mm, la lunghezza delle orecchie tra 19,6 e 22,5 mm e un peso fino a 197 g.

### Aspetto
La pelliccia è corta, soffice e densa. Le parti superiori sono giallo-brunastre rossicce, cosparse di peli nerastri, mentre le parti ventrali sono grigie, con dei riflessi giallo-brunastri. Il dorso delle zampe è marrone. Gli artigli sono color crema. La coda è più corta della testa e del corpo, è uniformemente nerastra ed è rivestita da 10-11 anelli di scaglie per centimetro. Le femmine hanno un paio di mammelle pettorali, un paio post-ascellari e due paia inguinali.

## Biologia

### Comportamento
È una specie terricola.

## Distribuzione e habitat
Questa specie è diffusa su Taliabu e Mangole, nelle Isole Sula.
Vive in foreste tropicali pianeggianti fino a 1.200 metri di altitudine. Alcuni esemplari sono stati catturati in foreste secondarie e piantagioni di cacao.

## Conservazione
La IUCN Red List, considerato l'areale limitato, classifica R.elaphinus come specie prossima alla minaccia (NT).